# Artcorner
Die 14-täglich ausgestrahlte Fernsehsendung artcorner präsentierte in den Jahren 2002 bis 2005 junge Kunst und Kultur aus Österreich. Ausgestrahlt wurde die Sendung bei TW1. Ab 2004 lief die Sendung unter dem Namen Kultur im Puls auch beim damaligen Wiener Stadtfernsehsender puls tv. Moderator war Manuel Horeth.

## Sendung
Die 15-minütige Sendung bestand in der Regel aus drei Beiträgen über aktuelle kulturelle Events wie Theater- und Musicalpremieren, Ausstellungseröffnungen oder Vernissagen. Später fanden auch Berichte über Architektur, Modeschauen, Arthouse-Filme oder junge österreichische Designer ihren Platz. Moderator der Sendung und Off-Sprecher war Manuel Horeth. 
Kunst muss – so die Idee hinter der Sendung – nicht „verstaubt“, nicht „abgehoben“ sein. Kunst kann unterhalten, und „art corner“ zeigt, wie und wo. Das Magazin liefert kurz, prägnant und in einem jungen, flotten Stil alle Infos, die für den Besuch einer Ausstellung, eines Musicals oder eines Events gebraucht werden.
Insgesamt wurden mehr als 100 Folgen der Serie produziert und ausgestrahlt.